# جون جي. برايس
جون جي. برايس (بالإنجليزية: John G. Price)‏ هو محامي أمريكي، ولد في 10 أغسطس 1871 في كانتون في الولايات المتحدة، وتوفي في 23 نوفمبر 1930 في كولومبوس في الولايات المتحدة.